# Saison 2018 de l'équipe cycliste Caja Rural-Seguros RGA
La saison 2018 de l'équipe cycliste Caja Rural-Seguros RGA est la neuvième de cette équipe.

## Préparation de la saison 2018

### Arrivées et départs
| Arrivées           | Équipe 2017                    |
| ------------------ | ------------------------------ |
| Julen Amézqueta    | Wilier Triestina-Selle Italia  |
| Álvaro Cuadros     | Caja Rural-Seguros RGA amateur |
| Mauricio Moreira   |                                |
| Cristian Rodríguez | Wilier Triestina-Selle Italia  |
| Gonzalo Serrano    | Caja Rural-Seguros RGA amateur |
| Joaquim Silva      | W52-FC Porto                   |
| Nelson Soto        | Coldeportes-Zenú               |
| Yannis Yssaad      | Armée de terre                 |

| Départs       | Équipe 2017                   |
| ------------- | ----------------------------- |
| David Arroyo  | Efapel                        |
| Chris Butler  |                               |
| Dylan Page    | Sapura                        |
| Eduard Prades | Euskadi Basque Country-Murias |
| Jaime Rosón   | Movistar                      |
| Diego Rubio   | Burgos-BH                     |
| Héctor Sáez   | Euskadi Basque Country-Murias |
| Yury Trofimov | Radio Popular Boavista        |

## Coureurs et encadrement technique

### Effectif
| Effectif 2018            | Effectif 2018     | Effectif 2018 | Effectif 2018                           |
| Cycliste                 | Date de naissance | Pays          | Équipe précédente                       |
| ------------------------ | ----------------- | ------------- | --------------------------------------- |
| Julen Amézqueta          | 12 août 1993      | Espagne       | Wilier Triestina-Selle Italia (2017)    |
| Alex Aranburu            | 19 septembre 1995 | Espagne       | Euskadi Basque Country-Murias (2016)    |
| Miguel Ángel Benito      | 21 septembre 1993 | Espagne       | Caja Rural-Seguros RGA amateur (2014)   |
| Danilo Celano            | 7 décembre 1989   | Italie        | Amore & Vita-Selle SMP-Fondriest (2017) |
| Álvaro Cuadros           | 12 avril 1995     | Espagne       |                                         |
| Fabricio Ferrari         | 3 juin 1985       | Uruguay       | Caja Rural amateur (2009)               |
| Jon Irisarri             | 9 novembre 1995   | Espagne       | Caja Rural-Seguros RGA amateur (2016)   |
| Jonathan Lastra          | 3 juin 1993       | Espagne       | Caja Rural-Seguros RGA amateur (2015)   |
| Lluís Mas                | 15 octobre 1989   | Espagne       | Burgos BH-Castilla y León (2013)        |
| Antonio Molina           | 4 janvier 1991    | Espagne       | Caja Rural-Seguros RGA amateur (2013)   |
| Mauricio Moreira         | 18 juillet 1995   | Uruguay       | Caja Rural-Seguros RGA amateur (2017)   |
| Justin Oien              | 5 mai 1995        | États-Unis    | Axeon-Hagens Berman (2016)              |
| Sergio Pardilla          | 16 janvier 1984   | Espagne       | MTN-Qhubeka (2014)                      |
| Rafael Reis              | 15 juillet 1992   | Portugal      | W52-FC Porto (2016)                     |
| Cristian Rodríguez       | 3 mars 1995       | Espagne       | Wilier Triestina-Selle Italia (2017)    |
| Nick Schultz             | 13 septembre 1994 | Australie     | SEG Racing Academy (2016)               |
| Gonzalo Serrano          | 17 août 1994      | Espagne       | Caja Rural-Seguros RGA amateur (2017)   |
| Joaquim Silva            | 19 mars 1992      | Portugal      | W52-FC Porto (2017)                     |
| Nelson Soto              | 19 juin 1994      | Colombie      | Coldeportes-Zenú (2017)                 |
| Yannis Yssaad            | 25 juin 1993      | France        | Armée de terre (2017)                   |
| Josu Zabala              | 11 avril 1993     | Espagne       | Caja Rural-Seguros RGA (2016)           |
|                          |                   |               |                                         |
| Source : ProCyclingStats |                   |               |                                         |

## Bilan de la saison

### Victoires
| Date       | Course                                                                            | Pays     | Classe | Vainqueur            |
| ---------- | --------------------------------------------------------------------------------- | -------- | ------ | -------------------- |
| 05/05/2018 | 2e étape du Tour de la communauté de Madrid                                       | Espagne  | 2.1    | Nelson Soto          |
| 06/05/2018 | 4e étape du Rhône-Alpes Isère Tour                                                | France   | 2.2    | Yannis Yssaad        |
| 12/07/2018 | Prologue du Grand Prix International de Torres Vedras - Trophée Joaquim-Agostinho | Portugal | 2.2    | Rafael Ferreira Reis |
| 31/07/2018 | Circuit de Getxo                                                                  | Espagne  | 1.1    | Alex Aranburu        |
| 01/08/2018 | Prologue du Tour du Portugal                                                      | Portugal | 2.1    | Rafael Ferreira Reis |

### Résultats sur les courses majeures
Les tableaux suivants représentent les résultats de l'équipe dans les principales courses du calendrier international dans lesquelles l'équipe bénéficie d'une invitation (les cinq classiques majeures et les trois grands tours). Pour chaque épreuve est indiqué le meilleur coureur de l'équipe, son classement ainsi que les accessits glanés par Caja Rural-Seguros RGA sur les courses de trois semaines.

#### Classiques
| Classique            | Milan-San Remo | Tour des Flandres | Paris-Roubaix | Liège-Bastogne-Liège | Tour de Lombardie |
| -------------------- | -------------- | ----------------- | ------------- | -------------------- | ----------------- |
| Coureur (classement) |                |                   |               |                      |                   |

#### Grands tours
| Grand tour           | Tour d'Italie | Tour de France | Tour d'Espagne           |
| -------------------- | ------------- | -------------- | ------------------------ |
| Coureur (classement) |               |                | Cristian Rodríguez (25e) |
| Accessits            | -             | -              | -                        |